# Dionisio Vizcarra
Dionisio Vizcarra (Bolivia, c. 1775 - Cuzco, Perú, c. 1840) fue un político boliviano que participó en la Independencia del Perú habiendo conformado el Estado Mayor de la Expedición Libertadora al Perú en 1820.
En marzo de 1820, estando el ejército libertador de José de San Martín en Chile, se adhirió al estado mayor como secretario del Ejército Unido. Al llegar al Perú, fue nombrado gobernador de la intendencia de Tarma. Con la creación de la república del Perú, fue nombrado como ministro de Hacienda durante tres meses en 1823 en reemplazo de Hipólito Unanue. Retomó dicho despacho en 1829 durante el gobierno de José de la Mar.
Fue miembro del Congreso General Constituyente de 1827 por el departamento de Junín. Dicho congreso constituyente fue el que elaboró la segunda constitución política del país.